# Volvo V70
Volvo V70 je kombi vyšší střední třídy, které od roku 1997 vyrábí švédská automobilka Volvo. Je podobný sedanům S60, S70 a S80, stejně jako modelům Cross Country (XC) a XC70 s pohonem všech kol.
Od počátku výroby prošlo Volvo V70 třemi generacemi, přičemž druhou navrhl designér Peter Horbury.

## První generace (1997–2000)

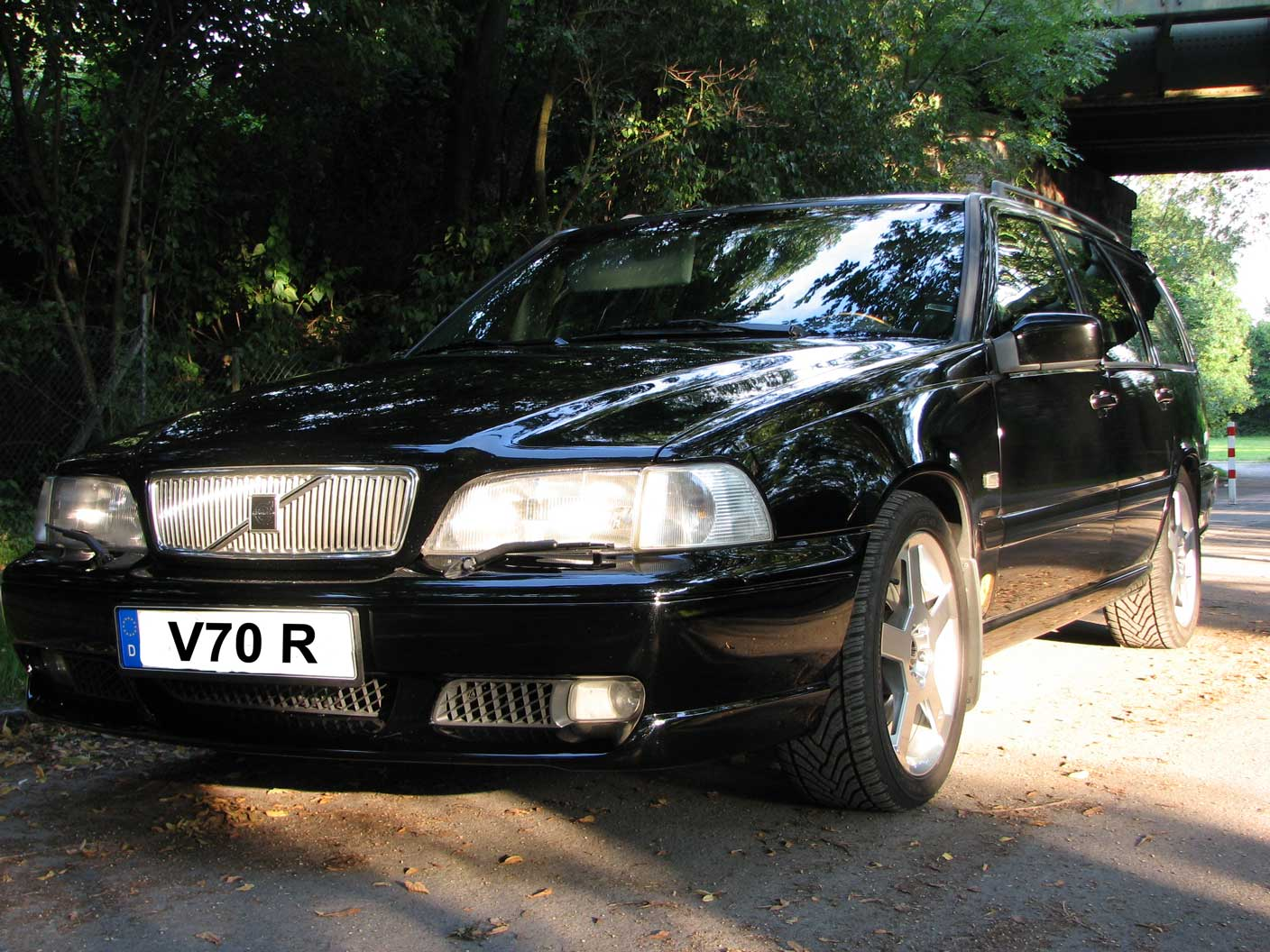
Volvo V70R

Původní V70 bylo vylepšeným kombi 850. Volvo nabízelo volitelnou výbavu Torslanda – nazvanou po výrobním závodě Torslandaverken. Mezi ostatní výbavy patřily:
- Sports – s litými koly, zadním spoilerem a mlhovkami
- Comfort – s dětskou sedačkou, klimatizací nebo střešním oknem a palubním počítačem
- Luxury – s koženým čalouněním s elektricky ovládaným sedadlem řidiče, automatickou klimatizací a tempomatem, dřevěným obložením, RTI,
- Estate – se střešním nosičem, samonastavitelným zadním pérováním a sítí na zavazadla
- Winter – se stěrači / ostřikovači předních světlometů, vyhřívanými předními sedadly a trakční kontrolou
- Design – s červeným dřevěným / koženým volantem, červeným dřevěným obložením a koženým čalouněním

### Motory
Benzínové
| Model               | Výkon             | Točivý moment          | Zdvihový objem (cm³) | Kód motoru | Poznámka            |  |
| ------------------- | ----------------- | ---------------------- | -------------------- | ---------- | ------------------- |  |
| 2,0                 | 93 kW / 126 koní  | 170 Nm při 4800 ot/min | 1984                 | B5204      |                     |  |
| 2,5                 | 106 kW / 144 koní | 206 Nm při 3300 ot/min | 2435                 | B5252 S2   |                     |  |
| GLT                 | 125 kW / 170 koní | 220 Nm při 3300 ot/min | 2435                 | B5254 S    |                     |  |
| 2,0T                | 132 kW / 180 koní | 240 Nm při 1800 ot/min | 1984                 | B5204 T2   |                     |  |
| 2,4T                | 142 kW / 193 koní | 270 Nm při 1800 ot/min | 2435                 | B5254 T3   |                     |  |
| 2,4T AWD            | 142 kW / 193 koní | 270 Nm při 1800 ot/min | 2435                 | B5254 T3   |                     |  |
| T5 2.0              | 169 kW / 230 koní | 310 Nm při 2700 ot/min | 1984                 | B5204 T3   |                     |  |
| T5                  | 177 kW / 240 koní | 330 Nm při 2700 ot/min | 2319                 | B5234 T3   |                     |  |
| R FWD Manual Phase1 | 184 kW / 250 koní | 350 Nm při 2700 ot/min | 2319                 | B5234 T4   | 0–100 km/h za 6,2 s |  |
| R FWD Auto Phase1   | 177 kW / 240 koní | 330 Nm při 2700 ot/min | 2319                 | B5234 T3   | 0–100 km/h za 6,4 s |  |
| R AWD Manual Phase1 | 184 kW / 250 koní | 350 Nm při 2700 ot/min | 2319                 | B5234 T4   | 0–100 km/h za 6,0 s |  |
| R AWD Auto Phase1   | 184 kW / 250 koní | 350 Nm při 2400 ot/min | 2319                 | B5234 T6   | 0–100 km/h za 6,0 s |  |
| R AWD Auto Phase2   | 195 kW / 265 koní | 360 Nm při 2400 ot/min | 2319                 | B5234 T8   | 0–100 km/h za 5,8 s |  |
| R AWD Auto Phase3   | 195 kW / 265 koní | 350 Nm při 2500 ot/min | 2435                 | B5244 T2   | 0–100 km/h za 5,4 s |  |

Naftové
| Model | Výkon             | Točivý moment          | Zdvihový objem | Kód motoru | Poznámky              |
| ----- | ----------------- | ---------------------- | -------------- | ---------- | --------------------- |
| TDI   | 103 kW / 140 koní | 290 Nm při 1900 ot/min | 2460           | D5252 T    | motor VW T4 pětiválec |

Plyn
| Model   | Výkon             | Točivý moment          | Zdvihový objem | Kód motoru | Poznámky |
| ------- | ----------------- | ---------------------- | -------------- | ---------- | -------- |
| Bi-Fuel | 106 kW / 144 koní | 206 Nm při 3300 ot/min | 2435           | B5244 SG   |          |

T5 a R byly sérií vysokovýkonných modelů s jediným skutečným rozdílem, že se montovaly s bodykitem "R". Modely T5 byly vybaveny sportovně upravenými přeplňovaný motory v objemech 2,0 a 2,3 litru s maximálním plnicím tlakem turbodmychadla 10,5 psi a litými koly s turbínovým designem, dokud měly modely LT přeplňované motor s objemem 2,4 litru s plnicím tlakem turbodmychadla 6 až 7 psi. Modely R byly vybaveny bodykitem z výroby (přední a zadní spoiler a litá kola antracitové barvy) s širokou škálou unikátních barev.

## Druhá generace (2000–2007)

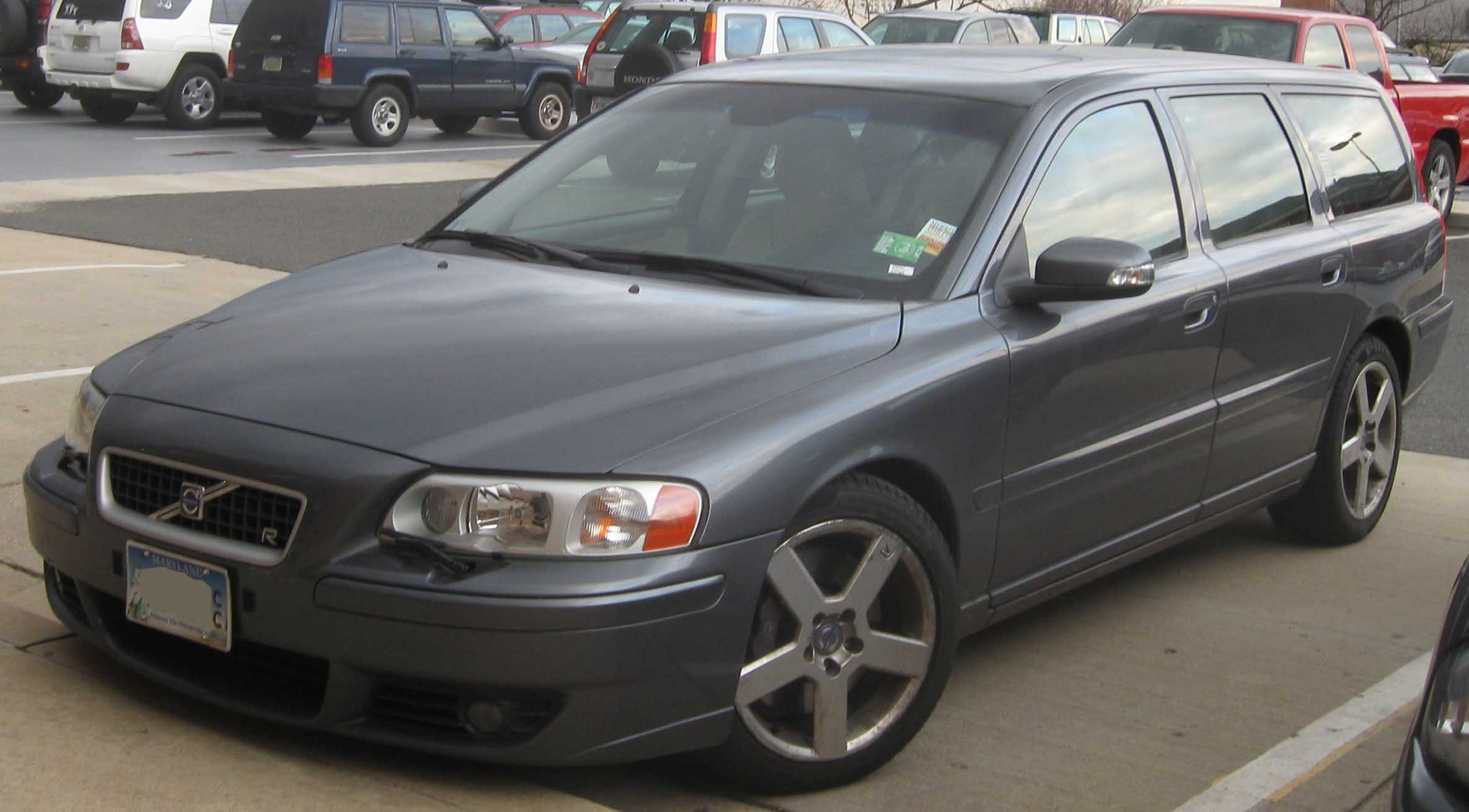
Volvo V70R

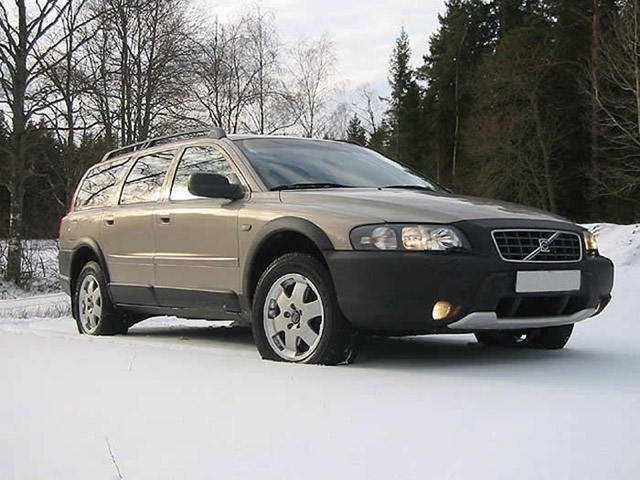
Volvo XC70

Koncem roku 1999 (v Severní Americe v roce 2001) vydalo Volvo předělaný model V70 na základě nové platformy P2, která byla poprvé použita na švédském automobilu Volvo S80 v roce 1997. Výroba druhé generace byla ukončena v roce 2007.

### Motory
Benzínové
| Model                             | Výkon             | Točivý moment               | Zdvihový objem | Kód motoru | Poznámky                                                          |
| --------------------------------- | ----------------- | --------------------------- | -------------- | ---------- | ----------------------------------------------------------------- |
| 2,0T (Export) (2000–2004)         | 120 kW / 163 koní | 240 Nm při 2200–4800 ot/min | 1984           | B5204 T    | Řadový pětiválcový benzínový motor s nízkotlakým turbodmychadlem  |
| 2,0T (Export) (2004–2007)         | 132 kW / 180 koní | 240 Nm při 2200–5000 ot/min | 1984           | B5204 T5   | Řadový pětiválcový benzínový motor s nízkotlakým turbodmychadlem  |
| 2,4 (2001–2007)                   | 103 kW / 140 koní | 220 Nm při 3300 ot/min      | 2435           | B5244 S2   | Řadový pětiválcový benzínový motor                                |
| 2,4 (2001–2003)                   | 125 kW / 170 koní | 230 Nm při 4500 ot/min      | 2435           | B5244 S    | Řadový pětiválcový benzínový motor                                |
| 2,4 (2003–2007)                   | 125 kW / 170 koní | 225 Nm při 4500 ot/min      | 2435           | B5244 S    | Řadový pětiválcový benzínový motor                                |
| 2,4T 2,4T AWD (2000–2003)         | 147 kW / 200 koní | 285 Nm při 1800–5000 ot/min | 2435           | B5244 T3   | Řadový pětiválcový benzínový motor s nízkotlakým turbodmychadlem  |
| 2,5T 2.5T AWD (2002–2007)         | 154 kW / 210 koní | 320 Nm při 1500–4500 ot/min | 2521           | B5254 T2   | Řadový pětiválcový benzínový motor s nízkotlakým turbodmychadlem  |
| T5 (2000–2004)                    | 184 kW / 250 koní | 330 Nm při 2400–5200 ot/min | 2319           | B5234 T3   | Řadový pětiválcový benzínový motor s vysokotlakým turbodmychadlem |
| T5 (2004–2007)                    | 191 kW / 260 koní | 350 Nm při 2100–5000 ot/min | 2401           | B5244 T5   | Řadový pětiválcový benzínový motor s vysokotlakým turbodmychadlem |
| R AWD (5-VXL automat) (2004–2006) | 221 kW / 300 koní | 350 Nm při 1800–6000 ot/min | 2521           | B5254 T5   | Řadový pětiválcový benzínový motor s vysokotlakým turbodmychadlem |
| R AWD (6-VXL automat) (2006–2007) | 221 kW / 300 koní | 400 Nm při 1950–5250 ot/min | 2521           | B5254 T4   | Řadový pětiválcový benzínový motor s vysokotlakým turbodmychadlem |
| R AWD (Manual) (2004–2007)        | 221 kW / 300 koní | 400 Nm při 1950–5250 ot/min | 2521           | B5254 T4   | Řadový pětiválcový benzínový motor s vysokotlakým turbodmychadlem |

Naftové
| Model                  | Výkon             | Točivý moment               | Zdvihový objem | Kód motoru | Poznámky                                                                |
| ---------------------- | ----------------- | --------------------------- | -------------- | ---------- | ----------------------------------------------------------------------- |
| 2,5D (TDI) (2000–2001) | 103 kW / 140 koní | 290 Nm při 1900 ot/min      | 2460           | D5252 T    | Řadový pětiválcový naftový motor s turbodmychadlem (Motor z VAG / Audi) |
| 2,4D (2001–2005)       | 96 kW / 130 koní  | 280 Nm při 1750–3000 ot/min | 2401           | D5244 T2   | Řadový pětiválcový naftový motor s turbodmychadlem                      |
| D5 D5 AWD (2001–2005)  | 120 kW / 163 koní | 340 Nm při 1750–3000        | 2401           | D5244 T    | Řadový pětiválcový naftový motor s turbodmychadlem                      |
| D (2005–2007)          | 93 kW / 126 koní  | 300 Nm při 1750–2250 ot/min | 2400           | D5244 T7   | Řadový pětiválcový naftový motor s turbodmychadlem                      |
| 2,4D (2005–2007)       | 120 kW / 163 koní | 340 Nm při 1750–2750 ot/min | 2400           | D5244 T5   | Řadový pětiválcový naftový motor s turbodmychadlem                      |
| D5 D5 AWD (2005–2007)  | 136 kW / 185 koní | 400 Nm při 2000–2750 ot/min | 2400           | D5244 T4   | Řadový pětiválcový naftový motor s turbodmychadlem                      |

Plyn
| Model                   | Výkon             | Točivý moment          | Zdvihový objem | Kód motoru | Poznámky                                                                      |
| ----------------------- | ----------------- | ---------------------- | -------------- | ---------- | ----------------------------------------------------------------------------- |
| Bi-Fuel CNG (2001–2007) | 103 kW / 140 koní | 192 Nm při 4500 ot/min | 2435           | B5244 SG   | Řadový pětiválcový metánový- / benzínový motor (pro bioplyn nebo zemní plyn). |
| Bi-Fuel LPG (2001–2002) | 103 kW / 140 koní | 214 Nm při 4500 ot/min | 2435           | B5244 SG2  | Řadový pětiválcový plynový- / benzínový motor (pro LPG).                      |

## Třetí generace (2007–2016)

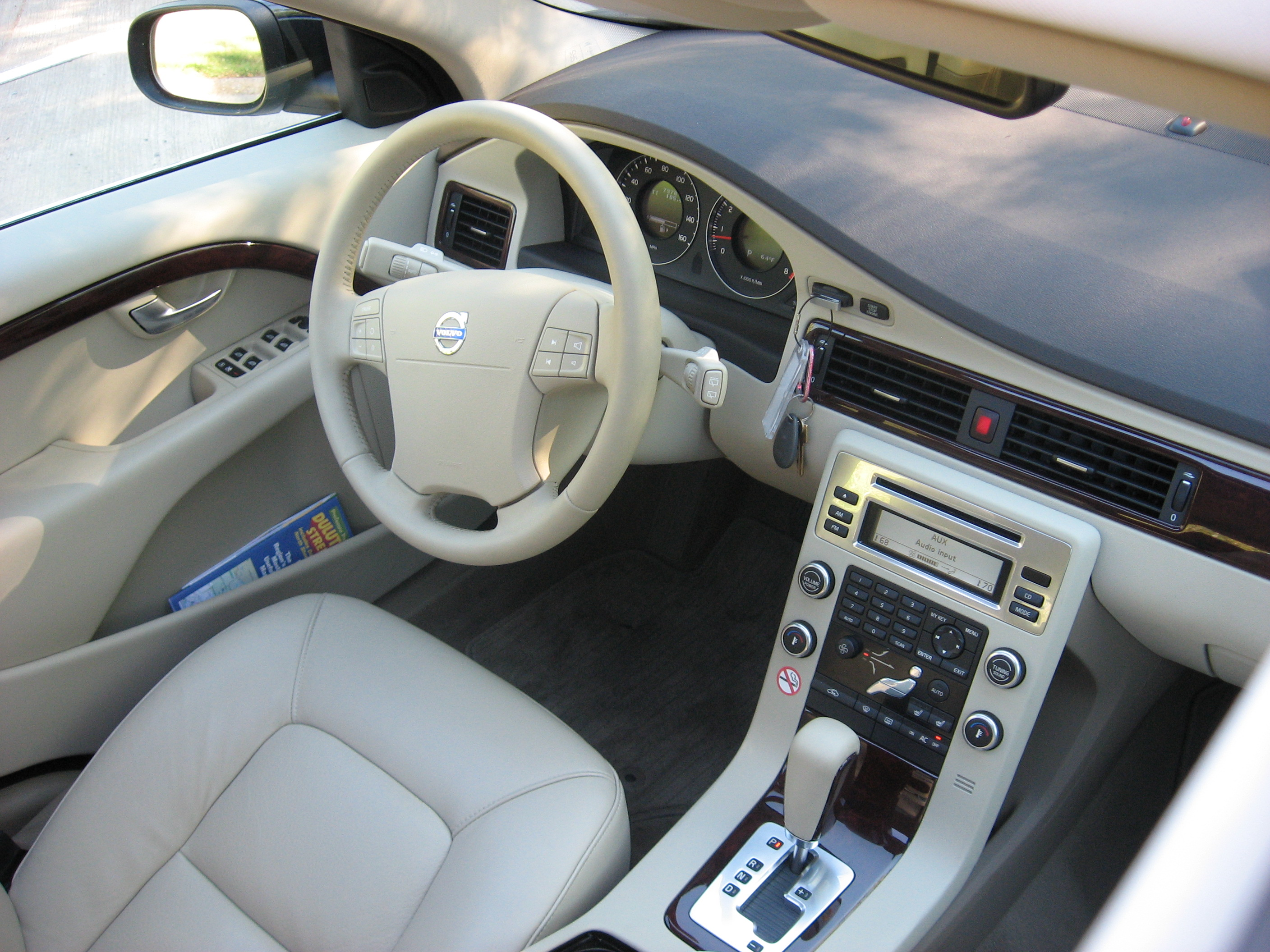
Interiér Volva V70

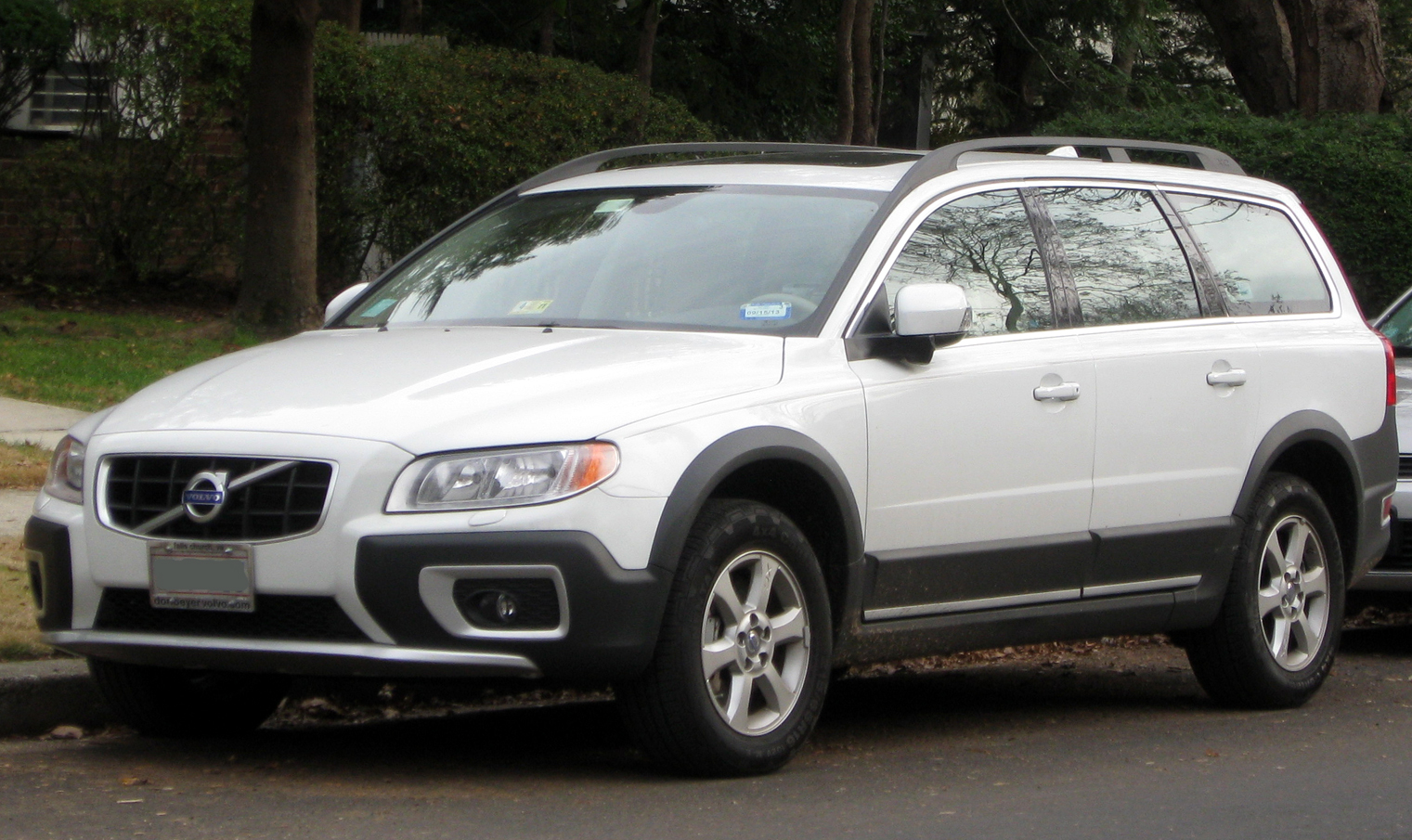
Volvo XC70

Třetí generace Volva V70 byla oficiálně představena Volvem dne 2. února 2007. Pod novým V70 je použita platforma Ford EUCD a mnoho částí z interiéru sdílí s druhou generací modelu S80. Prostor pro nohy na zadních sedadlech narostl o dva centimetry a upravený design pátých dveří se přičinil na nárůstu objemu zavazadlového prostoru o 55 litrů. Páté dveře mají volitelné elektrické otevírání a zavírání.
Od této generace se model V70 vyrábí jedině s platformou s předním náhonem na základě nové platformy S80.
Od modelového roku 2011 se neprodává Volvo V70 v Severní Americe. Na jeho místě se objevil model XC70 ve verzi s předním náhonem, který se také prodává na evropském trhu.

### Motory
Benzinové motory
| Model               | Výkon                             | Točivý moment               | Zdvihový objem | Kód motoru | Poznámky                                                                  |
| ------------------- | --------------------------------- | --------------------------- | -------------- | ---------- | ------------------------------------------------------------------------- |
| T4 (2011-)          | 132 kW / 180 koní při 5700 ot/min | 240 Nm při 1600–5000        | 1595           | B4164T     | Řadový čtyřválcový zážehový motor s turbodmychadlem a přímým vstřikováním |
| 2,0T (2010-)        | 149 kW / 203 koní při 6000 ot/min | 300 Nm při 1750–4000 ot/min | 1999           | B4204T6    | Řadový čtyřválcový zážehový motor s turbodmychadlem a přímým vstřikováním |
| T5 (2011-)          | 177 kW / 240 koní při 5500 ot/min | 320 Nm při 1800–5000 ot/min | 1999           | B4204T7    | Řadový čtyřválcový zážehový motor s turbodmychadlem a přímým vstřikováním |
| 3,2 (2010-)         | 179 kW / 243 koní při 6400 ot/min | 320 @ 3200                  | 3192           | B6324S5    | Řadový šestiválcový zážehový motor (FWD / AWD)                            |
| T6 AWD (2010-)      | 224 kW / 304 koní při 5600 ot/min | 440 Nm při 2100–4200 ot/min | 2953           | B6304T4    | Řadový šestiválcový zážehový motor s nízkotlakým turbodmychadlem          |
|                     |                                   |                             |                |            |                                                                           |
| 2,0 (2007–2010)     | 107 kW / 145 koní při 6000 ot/min | 190 Nm při 4500 ot/min      | 1999           | B4204S3    | Řadový čtyřválcový zážehový motor                                         |
| 2.5T (2009–2010)    | 170 kW / 231 koní při 4800 ot/min | 340 Nm při 1700–4800 ot/min | 2521           | B5254T10   | Řadový pětiválcový benzínový motor s nízkotlakým turbodmychadlem          |
| 2.5T (2007–2009)    | 147 kW / 200 koní při 4800 ot/min | 300 Nm při 1500–4500 ot/min | 2521           | B5254T6    | Řadový pětiválcový benzínový motor s nízkotlakým turbodmychadlem          |
| 3.2 (2007–2010)     | 175 kW / 238 koní při 6200 ot/min | 320 Nm při 3200 ot/min      | 3192           | B6324S     | Řadový šestiválcový benzínový motor                                       |
| 3.2 AWD (2007–2010) | 175 kW / 238 koní při 6200 ot/min | 320 Nm při 3200 ot/min      | 3192           | B6324S     | Řadový šestiválcový benzínový motor                                       |
| T6 AWD (2007–2010)  | 210 kW / 285 koní při 5600 ot/min | 400 Nm při 1500–4800 ot/min | 2953           | B6304T2    | Řadový šestiválcový benzínový motor s nízkotlakým turbodmychadlem         |

Dieselové motory
| Model                  | Výkon                                  | Točivý moment               | Zdvihový objem | Kód motoru | Poznámky                                                                 |
| ---------------------- | -------------------------------------- | --------------------------- | -------------- | ---------- | ------------------------------------------------------------------------ |
| D2 (2011)              | 84 kW / 114 koní při 3600 ot/min       | 270 Nm při 1750–2500 ot/min | 1560           | D4162T     | Řadový čtyřválcový naftový motor s turbodmychadlem (Euro 5)              |
| D3 (2010)              | 163 @ 2900                             | 400 @ 1400–2850             | 1984           | D5204T2    | Řadový pětiválcový naftový motor s turbodmychadlem (Euro 5)              |
| D5 (2009)              | 205 @ 4000                             | 420 @ 1500–3250             | 2400           | D5244T10   | Řadový pětiválcový naftový motor s vysokotlakým turbodmychadlem (Euro 5) |
| D5 AWD (2009)          | 205 @ 4000                             | 420 @ 1500–3250             | 2400           | D5244T10   | Řadový pětiválcový naftový motor s vysokotlakým turbodmychadlem (Euro 5) |
|                        |                                        |                             |                |            |                                                                          |
| 1,6D DRIVe (2009–2010) | 80 kW / 109 koní při 4000 ot/min       | 240 Nm při 1750 ot/min      | 1560           | D4164T     | Řadový čtyřválcový naftový motor s turbodmychadlem (Euro 4)              |
| 2,0D (2007–2010)       | 100 kW / 136 koní při 4000 ot/min      | 320 Nm při 2000 ot/min      | 1997           | D4204T     | Řadový čtyřválcový naftový motor s turbodmychadlem (Euro 4)              |
| 2,4D (2009–2010)       | 129 kW / 175 koní při 3000–4000 ot/min | 420 Nm při 1500–2750 ot/min | 2400           | D5244T14   | Řadový pětiválcový naftový motor s turbodmychadlem (Euro 4)              |
| 2,4D (2007–2009)       | 120 kW / 163 koní při 4000 ot/min      | 340 Nm při 1750–2750 ot/min | 2400           | D5244T5    | Řadový pětiválcový naftový motor s turbodmychadlem (Euro 4)              |
| D5 (2007–2009)         | 136 kW / 185 koní při 4000 ot/min      | 400 Nm při 2000–2750 ot/min | 2400           | D5244T4    | Řadový pětiválcový naftový motor s turbodmychadlem (Euro 4)              |
| D5 AWD (2007–2009)     | 136 kW / 185 koní při 4000 ot/min      | 400 Nm při 2000–2750 ot/min | 2400           | D5244T4    | Řadový pětiválcový naftový motor s turbodmychadlem (Euro 4)              |